# Azman Air
 (septembre 2021).
La mise en forme du texte ne suit pas les recommandations de Wikipédia : il faut le « wikifier ».
Les points d'amélioration suivants sont les cas les plus fréquents. Le détail des points à revoir est peut-être précisé sur la page de discussion.
- Les titres sont pré-formatés par le logiciel. Ils ne sont ni en capitales, ni en gras.
- Le texte ne doit pas être écrit en capitales (les noms de famille non plus), ni en gras, ni en italique, ni en « petit »…
- Le gras n'est utilisé que pour surligner le titre de l'article dans l'introduction, une seule fois.
- L'italique est rarement utilisé : mots en langue étrangère, titres d'œuvres, noms de bateaux, etc.
- Les citations ne sont pas en italique mais en corps de texte normal. Elles sont entourées par des guillemets français : « et ».
- Les listes à puces sont à éviter, des paragraphes rédigés étant largement préférés. Les tableaux sont à réserver à la présentation de données structurées (résultats, etc.).
- Les appels de note de bas de page (petits chiffres en exposant, introduits par l'outil «  Source ») sont à placer entre la fin de phrase et le point final[comme ça].
- Les liens internes (vers d'autres articles de Wikipédia) sont à choisir avec parcimonie. Créez des liens vers des articles approfondissant le sujet. Les termes génériques sans rapport avec le sujet sont à éviter, ainsi que les répétitions de liens vers un même terme.
- Les liens externes sont à placer uniquement dans une section « Liens externes », à la fin de l'article. Ces liens sont à choisir avec parcimonie suivant les règles définies. Si un lien sert de source à l'article, son insertion dans le texte est à faire par les notes de bas de page.
- La présentation des références doit suivre les conventions bibliographiques. Il est recommandé d'utiliser les modèles {{Ouvrage}}, {{Chapitre}}, {{Article}}, {{Lien web}} et/ou {{Bibliographie}}. Le mode d'édition visuel peut mettre en forme automatiquement les références.
- Insérer une infobox (cadre d'informations à droite) n'est pas obligatoire pour parachever la mise en page.

Pour une aide détaillée, merci de consulter Aide:Wikification.
Si vous pensez que ces points ont été résolus, vous pouvez retirer ce bandeau et améliorer la mise en forme d'un autre article.
Azman Air Services Limited est une compagnie aérienne basée à Kano, au Nigeria. Fondée en 2010 par l'homme d'affaires Abdulmunaf Yunusa Sarina, la compagnie aérienne exploite des services passagers intérieurs réguliers depuis sa base principale à l'aéroport international Mallam Aminu Kano, à Kano.

## Histoire
Azman Air a été créée en 2010 et a commencé ses opérations en 2014 avec son premier vol commercial vers l'aéroport international Nnamdi Azikiwe, le 15 mai 2014 au départ de Kano. La compagnie aérienne a commencé ses opérations au Nigeria avec 2 Boeing 737-500 pour ses services intérieurs. En octobre 2017, Azman Air a loué un Airbus A330 d'occasion à une compagnie aérienne charter égyptienne (la défunte Air Leisure) qui sera utilisé pour des vols internationaux vers le Moyen-Orient et l' Asie. La compagnie aérienne a depuis cessé de louer l' A330 et, depuis le 8 février 2020, n'effectue que des vols intérieurs au Nigéria.
Au début de 2021, la compagnie annonce avoir acquis un Airbus A340-600 ayant volé auparavant pour Virgin Atlantic, auprès de la compagnie de leasing European Aviation Group pour ses futurs vols-long-courrier. Azman Air prévoit d'utiliser l'A340-600 vers Dubai, Jeddah et la Chine.

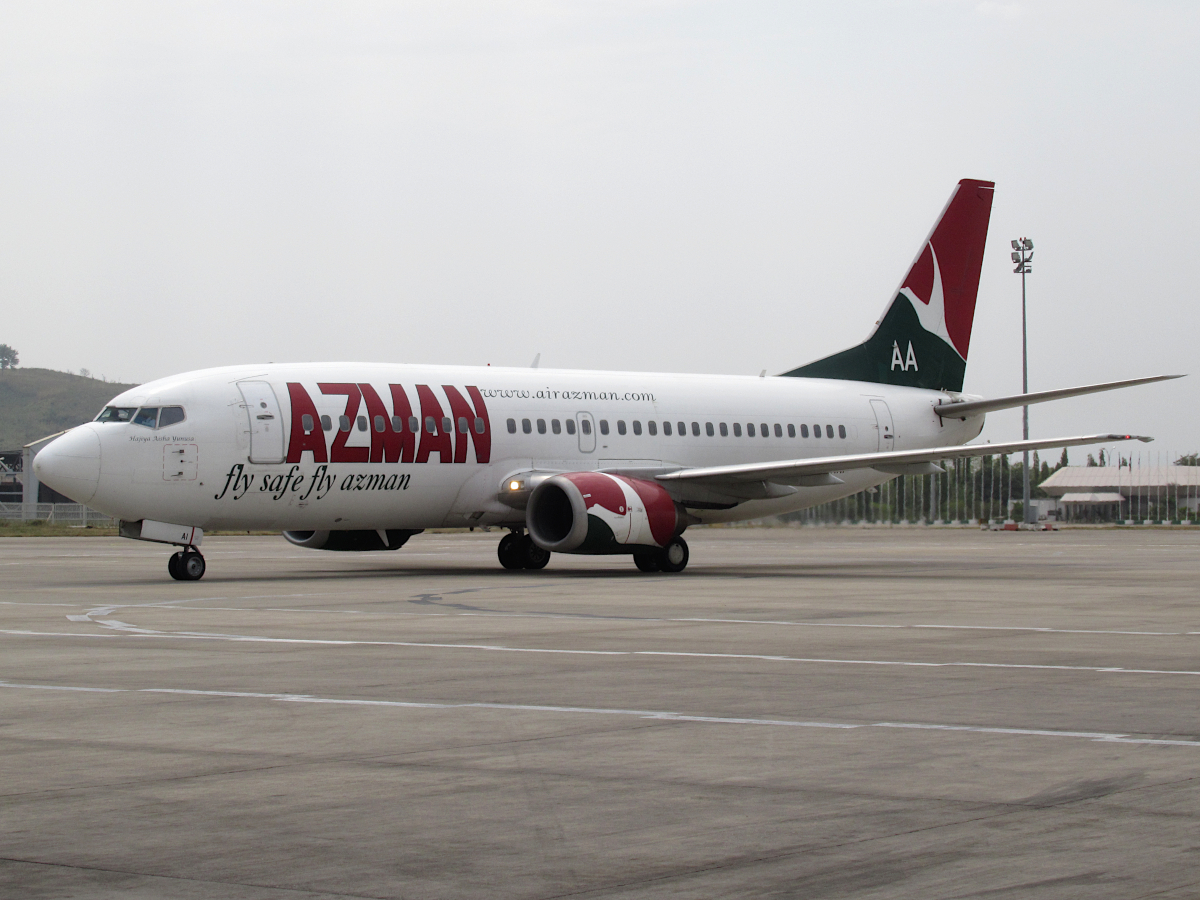
Un Boeing 737 d' Azman Air à l'aéroport international Nnamdi Azikiwe.

## Flotte

### Flotte actuelle

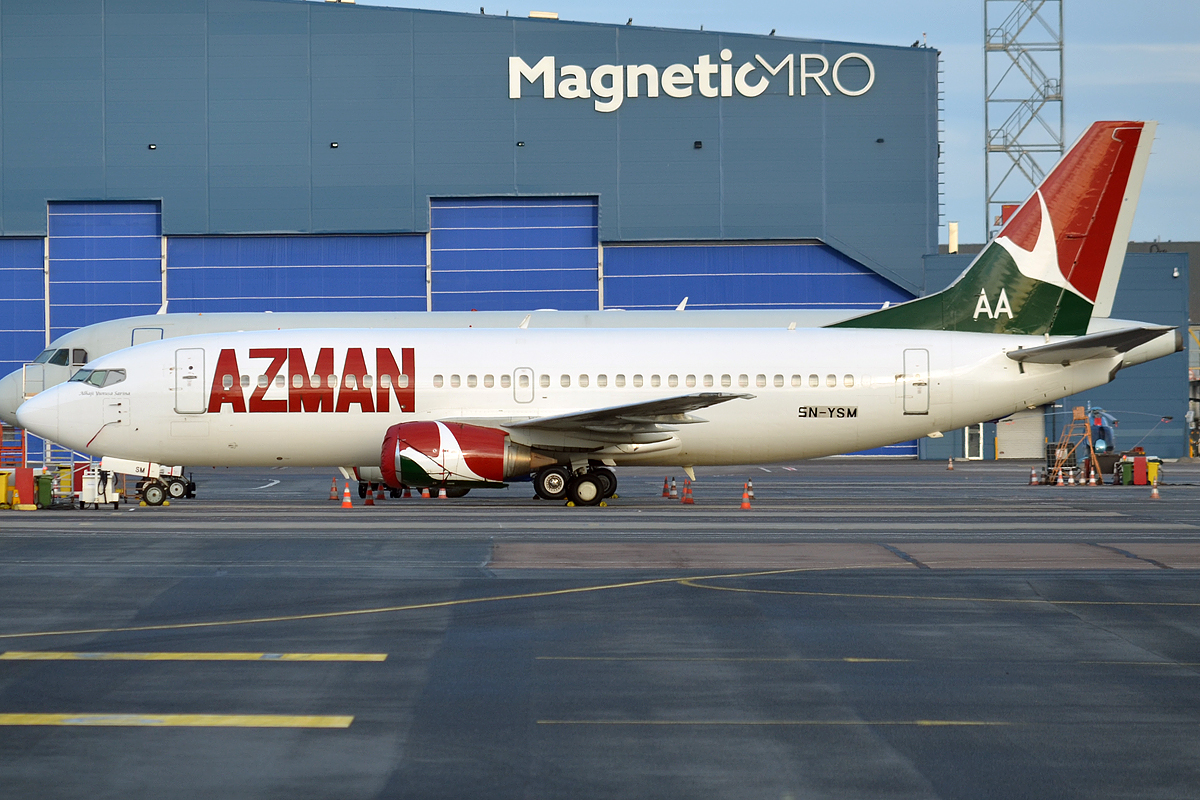
Un Boeing 737-300 d'Azman Air à l'aéroport de Tallinn.

En février 2020, la flotte d'Azman Air se compose des appareils suivants : 
| Appareils       | En service | Commandés | Passagers (Business/Economique) | Notes              |
| --------------- | ---------- | --------- | ------------------------------- | ------------------ |
| Airbus A340-600 | 1          | —         | 413 (2/411)                     | Ex Virgin Atlantic |
| Boeing 737-300  | 2          | —         | 147 (0/147)                     |                    |
| Boeing 737-500  | 3          | —         | 122 (0/122)                     |                    |
| Total           | 6          | —         |                                 |                    |

### Ancienne flotte
En 2017, la compagnie aérienne a exploité un Airbus A330-200 loué,.

## Services en vol
Azman Air Services Limited lance son premier magazine trimestriel en vol intitulé Fly Safe Magazine le 15 août 2020. Le magazine est sorti après la reprise des opérations domestiques au Nigeria. Il a été aperçu pour la première fois au siège de la compagnie aérienne alors que des exemplaires gratuits étaient partagés entre le personnel et les passagers. Fly Safe Magazine est publié par Zamkah. Technologies Limited, une société internationale basée au Nigeria, qui est une entreprise privée nigériane.

## Incidents et accidents
Le 17 février 2021, le vol Azman Air, un Boeing 737-500 immatriculé 5N-SYS nommé Sani Yunusa Sarina avec plus de 100 passagers provenance d'Abuja éclate son pneu en atterrissant à l'aéroport international Murtala Muhammed de Lagos. Aucune victime n'a été déplorée parmi les passagers à bord du vol, car ils ont été rapidement évacués.

## Suspension de service
Le 17 mars 2021 la direction d'Azman Airline a annoncé la suspension de ses services de vol vers toutes les destinations au Nigeria. Selon l' Autorité nigériane de l'aviation civile (NCAA), la suspension devait permettre à l'autorité de régulation de mener un audit de la compagnie aérienne afin de déterminer les causes profondes des incidents précédents à la compagnie aérienne et de recommander des mesures correctives pour éviter qu'ils ne se reproduisent à l'avenir.